# Barozzi (famiglia)
I Barozzi furono una nobile casata del patriziato veneziano, compresa fra le dodici famiglie apostoliche.

## Storia
Il nome Barozzi o Barocci deriva dal termine di Barroccio.
La tradizione li fa originari di Padova; poi passarono per Torcello e furono tra prime famiglie fondatrici di Venezia. Notizie certe seguono dal X secolo, nel 966 parteciparono alla costruzione della chiesa di San Fantin.
Già da tempo vi furono più rami dei Barozzi che risiedettero a San Moisè nel 1164 quando la parrocchia di San Moisè concesse a Domenico di Vitale Barozzi da Torcello un terreno confinante con altri della stessa famiglia. Tra gli edifici che furono a loro appartenuti noto è il palazzo Treves de Bonfili a San Moisé, altri si trovano nelle isole greche delle Cicladi, sembra inoltre che una prima dimora fosse stata demolita perché la famiglia fu coinvolta nella congiura del Tiepolo.
Rimasero nel Maggior Consiglio anche dopo la serrata del 1297 fino alla fine della Repubblica di Venezia, la quale famiglia diede vari uomini di armi ed eruditi.

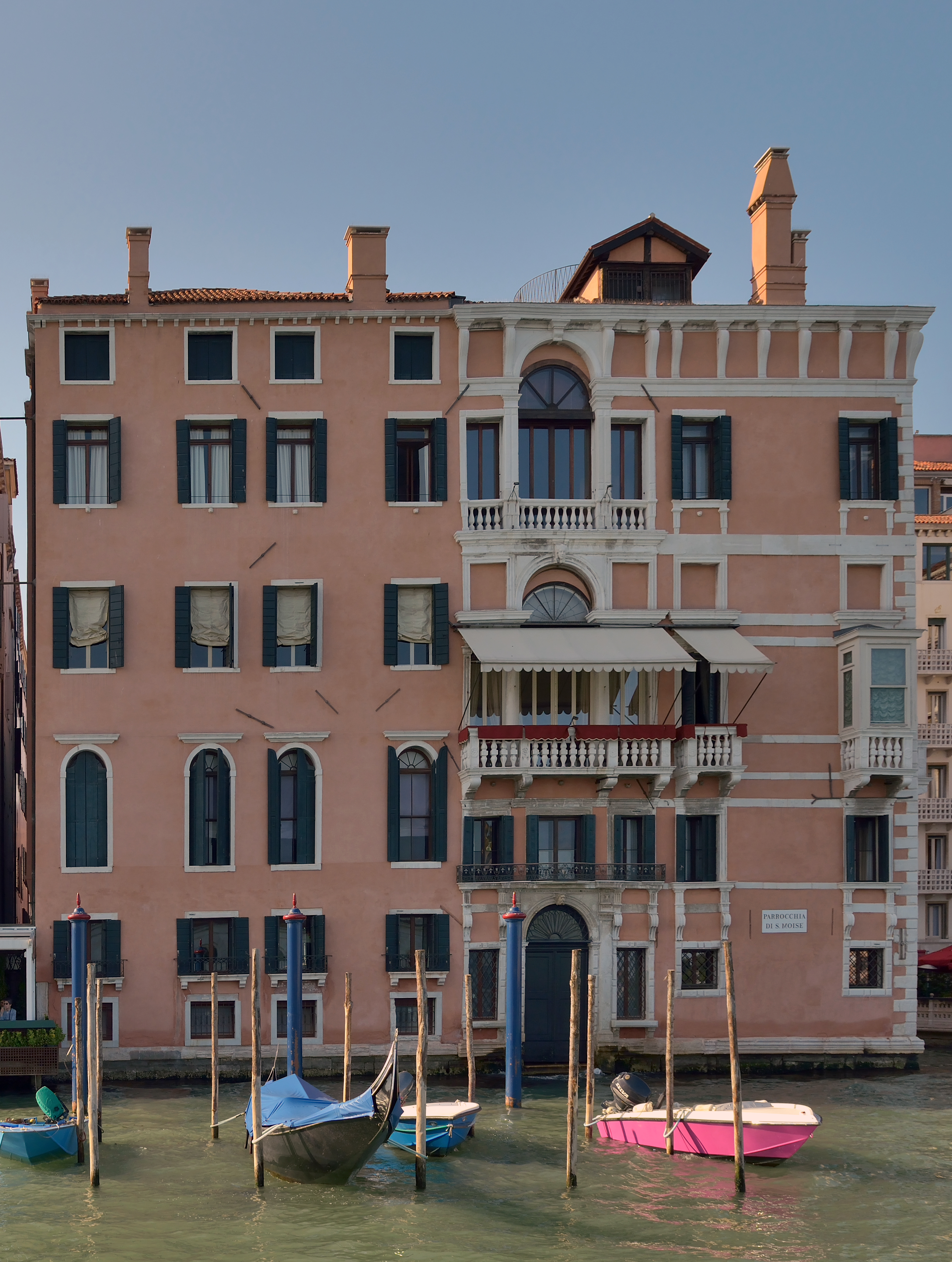
Palazzo Barozzi Emo Treves de Bonfili sul Canal Grande, Venezia

## Membri illustri
Tra questi si ricordano:
- Pietro Barozzi, nel 1192 guidò una spedizione navale veneziana contro la Repubblica di Pisa[8].
- Andrea Barozzi, fratello di Pietro, che salpò con il contingente veneziano guidato dal Doge Enrico Dandolo nella quarta crociata[8].
- Benedetto, Marino e Pancrazio Barozzi, che ottennero feudi militari nella colonia veneziana di Candia nell'isola di Creta[8].
- Angelo Barozzi (morto nel 1238), pievano di San Giovanni di Rialto, cappellano di San Marco, cancelliere ducale e patriarca di Grado (1207-1237)[9].
- Giacomo Barozzi (morto nel 1245), signore di Santorini e Thirassia e duca di Candia (1244-45); secondo la tradizione, all'indomani del sacco di Costantinopoli del 1204 conquistò le isole di Santorini e Thirassia (nessun documento storico conferma la data, e la famiglia Barozzi potrebbe non aver raggiunto le isole fino al XIV secolo)[10][11].
- Andrea Barozzi (morto dopo il 1278), figlio di Giacomo, bailo di Negroponte (1258-59) e signore di Santorini dal 1245, si distinse come uomo di armi. Guidò una flotta di quarantasette galee in un attacco alla città di Tyre, che all'epoca era alleata della Repubblica di Genova[12].
- Iacopo II Barozzi (morto nel 1308), figlio di Andrea, duca di Candia (1300-01), bailo di Negroponte (1295-97) e signore di Santorini dal 1301, che riconquistò l'isola presa dai bizantini nel 1280 circa, ma entrò in conflitto con il duca Guglielmo I Sanudo che rivendicava l'isola[13].
- Andrea II Barozzi (morto nel 1334), figlio di Iacopo e signore di Santorini dal 1308[14].
- Francesco Barozzi (morto nel 1471), vescovo di Treviso (1466–1471)[15].
- Giovanni Barozzi (1420 circa - 1466), vescovo di Bergamo dal 1449, patriarca di Venezia dal 1465[16].
- Pietro Barozzi (1441-1507), vescovo di Belluno dal 1471 e vescovo di Padova dal 1487[17].
- Elena Barozzi (1514 – 1580), famosa bellezza, dipinta da Tiziano Vecellio e Giorgio Vasari[18], e amante di Lorenzino de' Medici[19].
- Francesco Barozzi (1537-1604), cosmografo e matematico, la cui collezione di antichi manoscritti è ora nella biblioteca Bodleiana[20].
- Iacopo Barozzi (1562–prima del 1617), nipote di Francesco, letterato e matematico, fece aggiunte alla collezione di suo zio e la catalogò[21].